# Piper angamarcanum
Piper angamarcanum là một loài thực vật thuộc họ Hồ tiêu. Đây là loài đặc hữu của Ecuador.